# Luís Teixeira (Radsportler)
Luís Manuel Da Silva Teixeira (* 10. Oktober 1953 in Medas) ist ein ehemaliger portugiesischer Radrennfahrer.

## Sportliche Laufbahn
1979 gewann er in der Portugal-Rundfahrt eine Etappe. In der Algarve-Rundfahrt holte er 1980 und 1982 Etappensiege. Im Etappenrennen Grande Prémio Jornal de Notícias konnte er 1982 zwei Tageserfolge verbuchen. 1978 wurde er beim Sieg von Belmiro Silva Dritter der Portugal-Rundfahrt. In der Tour de l’Avenir 1979 wurde er 18., 1980 37. der Gesamtwertung.
Die Internationale Friedensfahrt bestritt er dreimal. 1979 wurde er 27., 1980 20. und 1981 51. der Gesamtwertung.